# Galepsus binotatus
Galepsus binotatus är en bönsyrseart som beskrevs av Scott LaGreca 1950. Galepsus binotatus ingår i släktet Galepsus och familjen Tarachodidae. Inga underarter finns listade i Catalogue of Life.